# بابلو مونيوث
بابلو مونيوث (بالإسبانية: Pablo Muñoz Crespo)‏ هو لاعب كرة قدم إسباني، ولد في 4 سبتمبر 2003 في سان سباستيان دي لوس رييس في إسبانيا.

## وصلات خارجية
- بابلو مونيوث على موقع قاعدة بيانات كرة القدم.إي يو (الإنجليزية)
- بابلو مونيوث على موقع Soccerway.com (الإنجليزية)